# Larry Coryell
Larry Coryell (Galveston, 2 aprile 1943 – New York, 19 febbraio 2017) è stato un chitarrista statunitense.

## Discografia

### Solista
- Lady Coryell (1968)
- Coryell (1969)
- Spaces (1970) - feat. John McLaughlin, Billy Cobham, Miroslav Vitouš e Chick Corea
- Barefoot Boy (1971)
- Fairyland (1971) - dal vivo presso il Montreux Jazz Festival
- Larry Coryell at the Village Gate (1971) - feat. Melvyn Bronson (basso) e Harry Wilkinson (batteria)
- Offering (1972) - feat. Harry Wilkinson, Melvyn Bronson, Steve Marcus e Mike Mandel
- The Real Great Escape (1973)
- The Restful Mind (1975) - feat. Ralph Towner, Glen Moore, Collin Walcott
- Planet End (1975)
- Twin House (1976) - con Philip Catherine
- The Lion and the Ram (1976)
- Two for the Road (1977) - feat. Steve Khan
- Back Together Again (1977) - feat. Alphonse Mouzon
- Difference (1978)
- Splendid (1978) - feat. Philip Catherine
- Standing Ovation (1978)
- European Impressions (1978)
- Tributaries (1979)
- Young Django (1979) - feat. Stéphane Grappelli
- Return (1979)
- Boléro (1981)
- Round Midnight (1983) - feat. Fumio Karashima
- Together (1985) - feat. Emily Remler
- Toku Do - (1988)
- Dragon Gate (1990)
- Sketches of Coryell (1996)
- Spaces Revisited (1997)
- Cause and Effect (1998) - feat. Steve Smith, Tom Coster e Victor Wooten
- Private Concert (Live) (1999)
- Monk, Trane, Miles & Me (1999) - feat. John Hicks, Willie Williams, Santi Debriano e Yoron Israel
- Count's Jam Band Reunion (2001) - feat. Steve Marcus
- Gypsy Blood and Voodoo Crossing (2002) – feat. Paul Santa Maria, tributo a Jimi Hendrix
- Three Guitars (2003) - feat. Badi Assad, John Abercrombie
- Tricycles (2004)
- Electric (2005) - feat. Lenny White e Victor Bailey
- Traffic (2006) - feat. Lenny White e Victor Bailey
- Laid Back & Blues: Live at the Sky Church in Seattle (2006)
- Larry Coryell with the Wide Hive Players (2011)
- Montgomery (2011) Patuxent Records - feat. John Colianni al pianoforte e James Cammack al basso
- Duality (2011) Random Acts Records - feat. Kenny Drew Jr. al pianoforte
- The Lift (2013)
- Heavy Feel (2015)

### Leader dei The Eleventh House
- Introducing Eleventh House with Larry Coryell (1974)
- Larry Coryell and the Eleventh House at Montreux (1974)
- Level One (1975)
- Aspects (1976)

### Collaborazioni
Jim Pepper
- Pepper's Pow Wow (Embryo Records), 1971

Gary Burton
- Duster (RCA, 1967)
- Lofty Fake Anagram (RCA, 1967)
- A Genuine Tong Funeral (RCA, 1968)
- Gary Burton Quartet in Concert (RCA, 1968)

Jazz Composer's Orchestra
- The Jazz Composer's Orchestra (1968)

Wolfgang Dauner
- Knirsch (1972)

The Free Spirits
- Out of Sight and Sound (1967)

Chico Hamilton
- The Dealer (Impulse!, 1966)

Arnie Lawrence
- Look Toward a Dream (1969)

Herbie Mann
- Memphis Underground (1969)

Michael Mantler
- Movies (1977)

Steve Marcus
- Count's Rock Band (1968)
- The Lord's Prayer (1968)

Charles Mingus
- Three or Four Shades of Blues (Atlantic, 1977)

Bob Moses
- Love Animal (1967–68)

Chico O'Farrill
- Nine Flags (Impulse!, 1966)

Simon & Bard Group
- The Enormous Radio with Paul Wertico (1984)

Joey DeFrancesco
- Wonderful, Wonderful (2012)

Dennis Haklar
- Lizard's Tale (2012)

Michael Mantler
- Movies (1977)

The Fusion Syndicate
- The Fusion Syndicate (2012)

The Wide Hive Players
- Players II Guitar (2010)
- Larry Coryell with The Wide Hive Players (2011)